# Microsoft Live Labs Photosynth
Microsoft Live Labs Photosynth – oprogramowanie firmy Microsoft, tworzące ze zdjęć tzw. chmurę punktów, a następnie nakładające na nią zdjęcia. Użytkownicy mają możliwość tworzenia swoich trójwymiarowych modeli na podstawie kilkudziesięciu do kilkuset zdjęć.
Do przeglądania wykorzystuje przeglądarkę internetową, przez specjalną wtyczkę (korzystającą z DirectX) lub apletu Silverlight.

## Historia
Po raz pierwszy Microsoft udostępnił Photosynth 9 listopada 2006, jednak użytkownicy mogli oglądać jedynie modele stworzone przez Microsoft lub BBC. 20 sierpnia 2008 r. firma Microsoft udostępniła program umożliwiający tworzenie modeli przez każdego zainteresowanego.
6 lutego 2017 roku usługa została wyłączona.